# Sūnīās
Sūnīās (persiska: سَويناس, سونیاس, Savīnās, سويناس, سونيّاس) är en ort i Iran.   Den ligger i provinsen Västazarbaijan, i den nordvästra delen av landet, 500 km väster om huvudstaden Teheran. Sūnīās ligger 1 584 meter över havet och antalet invånare är 394.
Terrängen runt Sūnīās är huvudsakligen kuperad. Sūnīās ligger nere i en dal. Runt Sūnīās är det ganska tätbefolkat, med 60 invånare per kvadratkilometer. Närmaste större samhälle är Sīser, 15,2 km sydväst om Sūnīās. Trakten runt Sūnīās består i huvudsak av gräsmarker.